# Mylor Churchtown
Pour les articles homonymes, voir Mylor.
Mylor Churchtown est un village des Cornouailles, en Angleterre. Le village fait partie de la paroisse civile de Mylor.